# Plano Cerdá
O Plano Cerdá foi um plano de reforma e ampliação da cidade de Barcelona de 1860 que seguia os critérios do plano ortogonal, com uma estrutura de grade, aberta e igual. Foi criado pelo engenheiro Ildefonso Cerdá e sua aprovação foi seguida por uma forte controvérsia porque foi imposta pelo governo do Reino de Espanha contra o plano de Antonio Rovira y Trías que ganhou uma competição do Conselho Municipal de Barcelona.
A ampliação contemplada no plano foi implantada em uma superfície imensa que estava livre de construções por ser considerada uma zona militar estratégica. Proposta de uma rede contínua de quadras 113,3 metros de Besòs a Montjuïc com ruas de largura 20, 30 e 60 metros e com altura máxima de construção de 16 metros. A novidade na aplicação do planta ortogonal consistia de quarteirões com chanfros de 45 ° para permitir melhor visibilidade.
O desenvolvimento do plano durou quase um século. Durante todo esse tempo, o plano foi transformado e muitas de suas diretrizes não foram aplicadas. Os interesses dos latifundiários e a especulação finalmente distorceram o plano Cerdá.

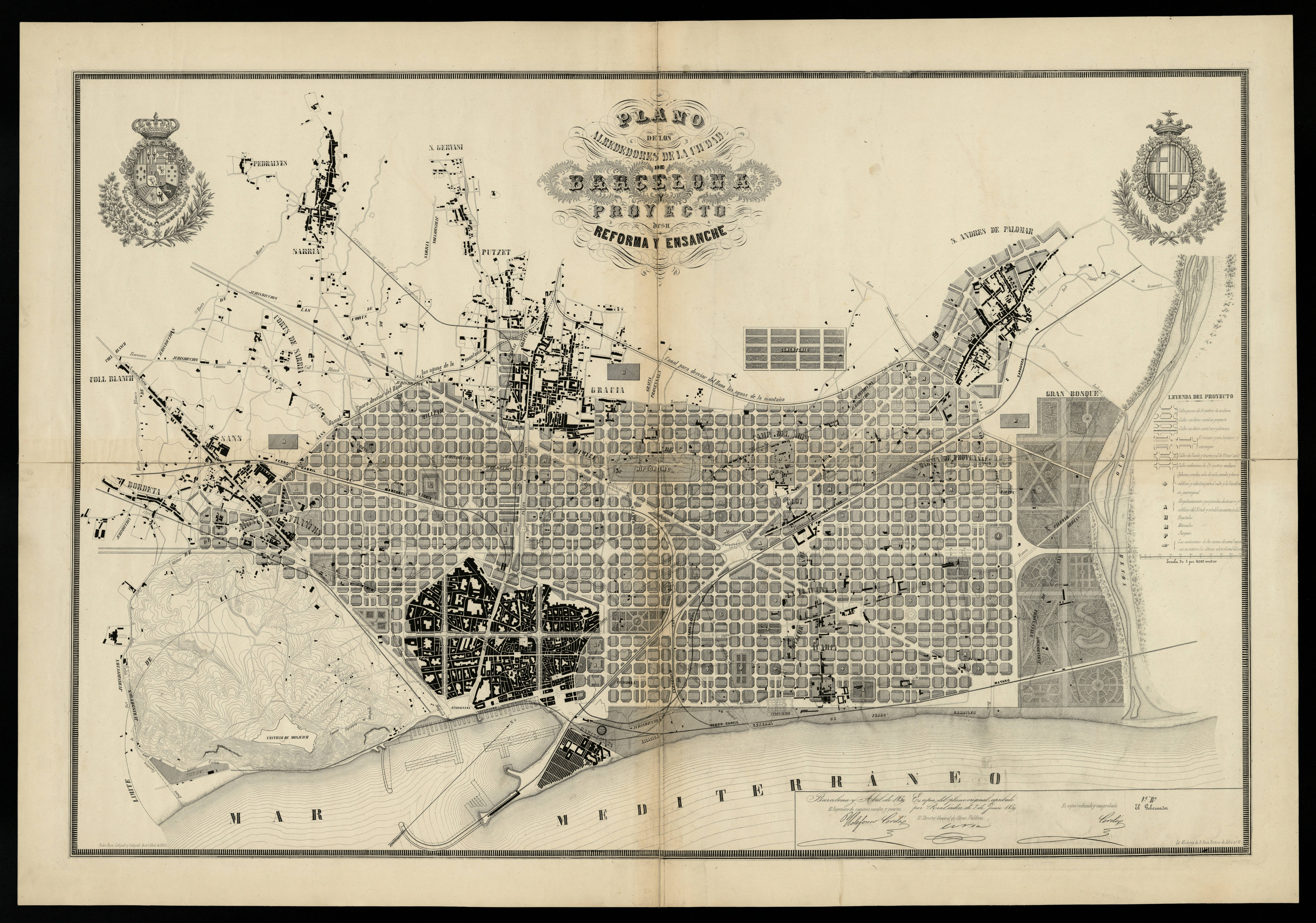
Projeto original do Plano Cerdá

## Contexto histórico

### Barcelona do século XIX. Insalubre e oprimida
Ao longo do século XVIII e na primeira parte do século XIX, a saúde e a situação social da população de Barcelona tornaram-se sufocantes. A muralha medieval que permitira que a cidade resistisse aos 7 cercos de Barcelona entre 1641 e 1714 representava agora um freio à expansão urbana. O crescimento demográfico elevou a população de 115 mil habitantes em 1802 para 140 mil em 1821 e atingiu 187 mil em 1850. Os 6 km de muro circundavam uma superfície pouco superior a 2 milhões de m², embora 40% do espaço estivesse ocupado por 7 quartéis, 11 hospitais, 40 conventos e 27 igrejas.
As condições de saúde pioraram devido à densidade populacional e falta de infra-estrutura sanitária, como redes de esgoto ou água corrente. Enterros em cemitérios em frente às igrejas eram bolsões de infecção, contaminação das águas subterrâneas e epidemias. Apesar da decisão de fazer os enterros no cemitério de Pueblo Nuevo, conforme decretado em 1819 pelo bispo Pau Sitjar, sua operação não foi consolidada até meados do século XIX. A partir desse momento, e forçado por ordenanças militares, começou-se a recuperar os espaços dos cemitérios nas portas das igrejas como o da Basílica dos Santos Justo e Pastor (San Justo), Mosteiro de San Pedro de las Puellas ou o Fossar de les Moreres.
Nestas circunstâncias, a vida média era de 36 anos para os ricos e 23 para os pobres e diaristas..
Barcelona, da mesma forma que Catalunha, foi castigada pelas pragas dos séculos XV e XVI e sofreu várias epidemias durante todo o século XIX:
- 1821: febre amarela com 8.821 mortes Pandemia de cólera de 1846–1860)
- 1834: cólera com 3.344 mortes
- 1854: cólera com 6.419
- 1865: raiva com 3.765.[6]

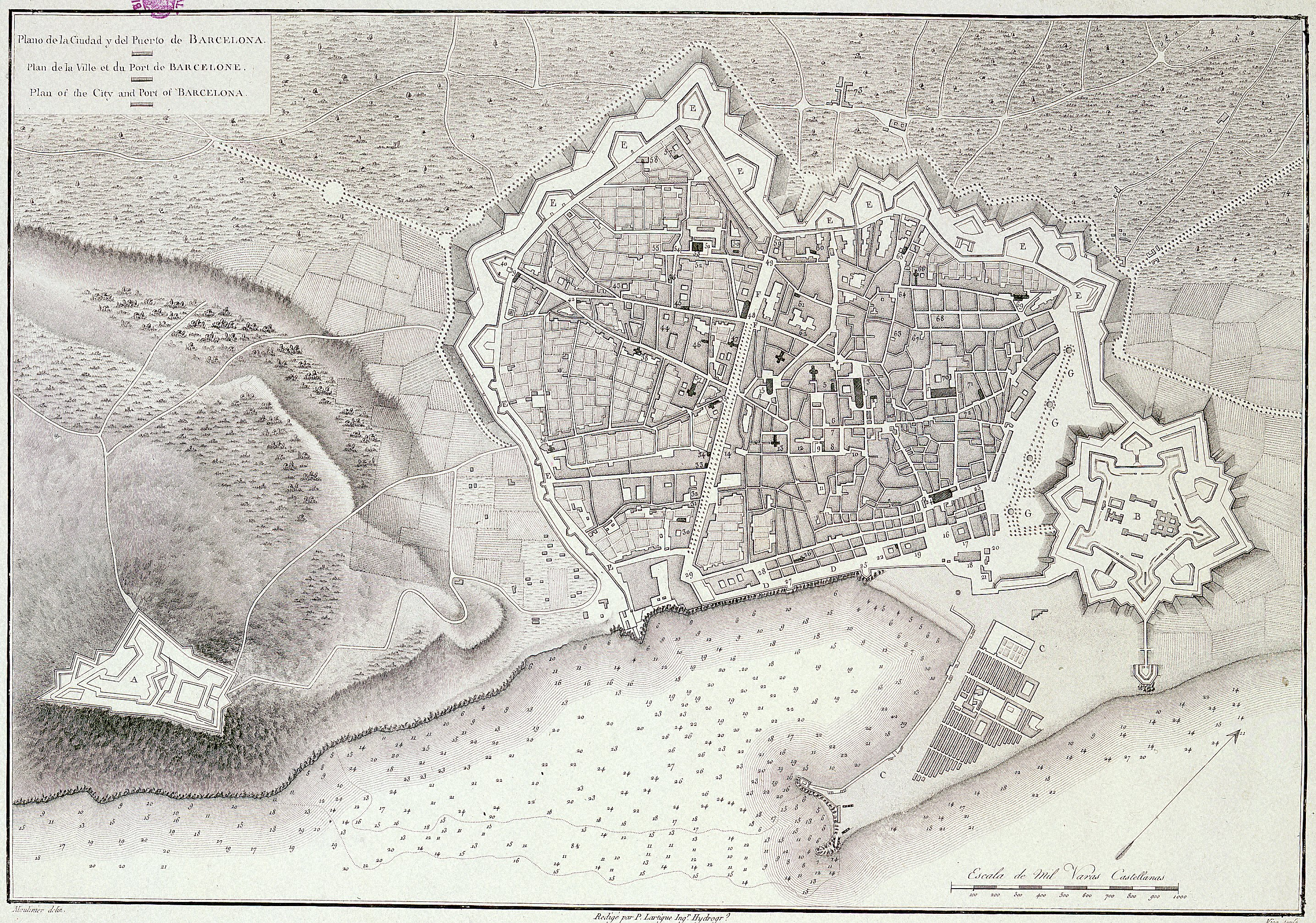
Cidade com muros e la Ciudadela

A consideração militar da fortaleza que Barcelona tinha com o Parc de la Ciutadella por seu lado condicionou a vida urbana. Não apenas os problemas de cidadania intramural foram ignorados, mas os movimentos tímidos para se expandir para fora dos muros foram reprimidos com a demolição dos edifícios porque eles "impediam a defesa da cidade" como aconteceu em 1813, já que se considerava uma área "não construída", a que se incluía até a distância de uma bala de canhão, oque correspondia aproximadamente às "jardinets de Gracia".
As vozes contra não só vieram dos cidadãos, mas também da Câmara Municipal de Barcelona, através do "Conselho de Ornamentos" e em sintonia com o Capitão Geral Ramón de Meer e Kindelán, em 1838 pediu uma modificação da parede entre La Puerta de los Estúdios (La Rambla) e o bastião de Jonqueres (Plaza Urquinaona) para obter uma pequena extensão.

### Abaixo as muralhas
Em 1841, o Conselho Municipal de Barcelona lançou um concurso para promover o desenvolvimento da cidade. Em 11 de setembro de 1841 venceu esse prêmio Pedro Felipe Monlau médico e higienista autor do trabalho Abajo las Murallas', Memorial das vantagens que reportaria a Barcelona e especialmente a sua indústria da demolição dos muros que circulam a cidade ", na qual se exige uma expansão do rio Llobregat para Besós.

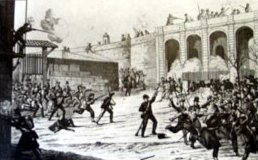
Revolta de 1842 contra Espartero

A disseminação generalizada do projeto e o impulso popular provocaram confrontos como o de 26 de outubro de 1842 em que a "Junta de Derribo" derrubou parte da Ciudadela, fato que causou o bombardeio de Barcelona a partir do castelo de Montjuic por Baldomero Espartero em 3 de dezembro e depois ordenar a sua reconstrução com um gasto de 12 milhões de Reales à custa da cidade.
Em 1844, Jaime Balmes se juntou, por meio das páginas de La Sociedad em protestos contra teorias de valor estratégico militar defendidas pelo general Ramón María Narváz.
Passaram-se mais de dez anos até que o Conselho Municipal aprovou um projeto elaborado pelo seu secretário Manuel Durán y Bas enviou ao governo de Madrid em 23 de maio de 1853 com a assinatura unânime do consistório com seu prefeito, Josep Beltran i Ros no comando. O relatório recebeu o apoio dos deputados catalães e especialmente de Pascual Madoz, deputado por Lleida e pessoa-chave na demolição dos muros. Madoz tornou-se governador civil de Barcelona, durante somante 75, indo para o cargo de ministro das Finanças Biênio do Governo Progressista, de onde liderou a desamoertização e emitiu uma ordem real que acabaria com os confrontos entre a Prefeitura e o Ministério da Guerra. El orden de derribo de las murallas del 9 de agosto de 1854 especificaba que se debían mantener la muralla de mar, el castillo de Montjuic y la Ciudadela.

## "Ensanche"

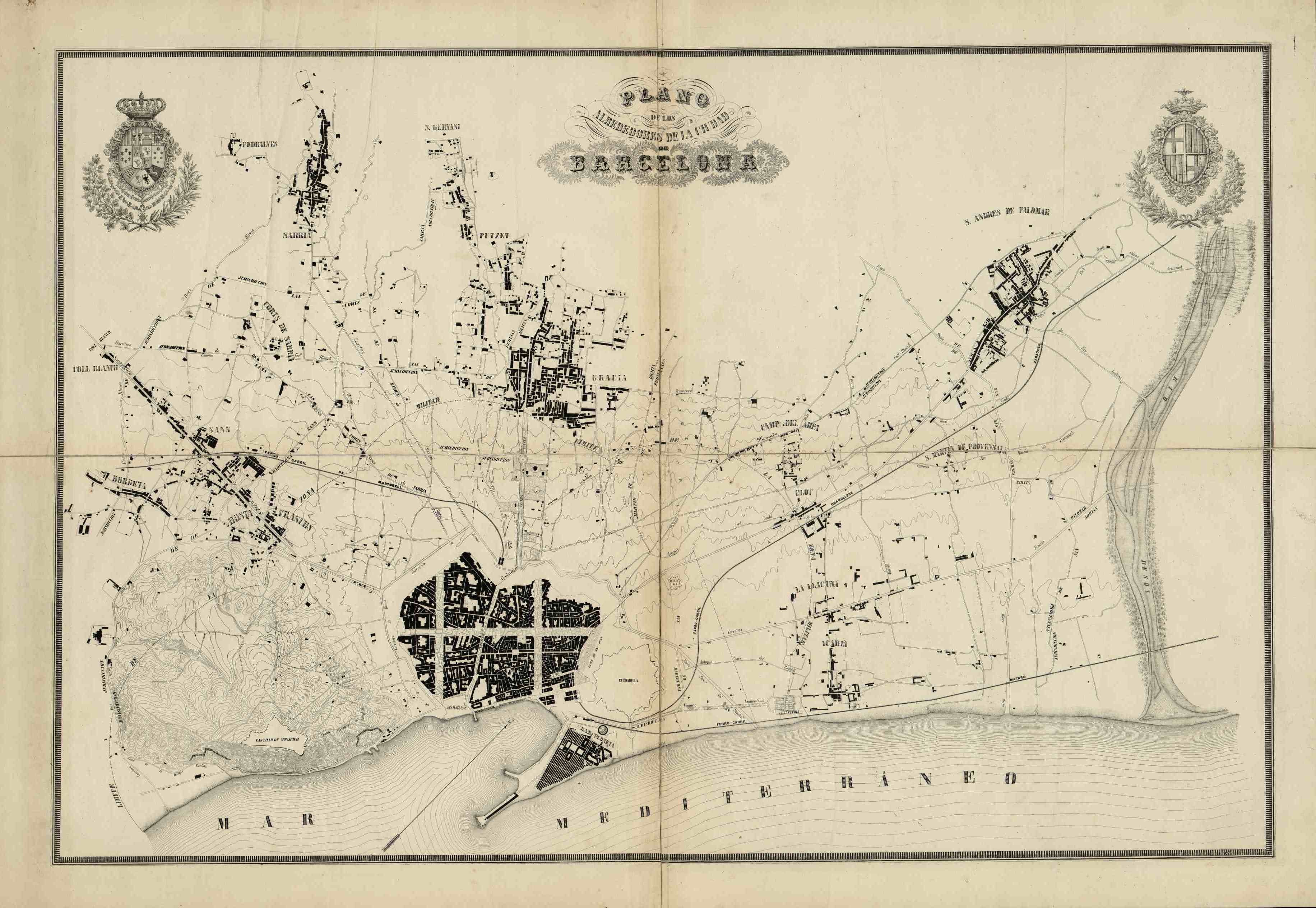
Plano de Barcelona e seus arredores (1855), de Ildefonso Cerdá

.

### Necessidade
A necessidade de crescer fora dos muros era óbvia, mas também devia-se ter em mente o efeito especulativo da urbanização de 1.100 hectares de terra. Com o concurso aberto pela prefeitura em dezembro de 1840 e vencido pelo projeto "Abajo las Murallas" de Pedro Felipe Monlau, abre-se o período de transformação da cidade. Em 1844 Miquel Garriga i Roca se ofereceu à Câmara Municipal de Barcelona como arquiteto municipal para o planejamento da expansão, com uma proposta focada em operações de embelezamento ornamental. Em 1846 Antonio Rovira y Trías publicou no “Boletim Enciclopédico das Artes Nobres” uma proposta para a formação de um plano geométrico de Barcelona..

### Gestação do projeto
Em 1853, um ano antes de demolir as muralhas, o conselho da cidade começou a se preparar para a próxima etapa criando a Comissão das Corporações de Barcelona. Posteriormente convertida na Comissão de Expansão; tinha representantes da indústria, os arquitetos Josep Vila Francisco Daniel Molina, Josep Oriol Mestres, José Fontseré Doménech, Joan Soler i Mestres, e representantes da imprensa: Jaume Badia, Antonio Brusi e Ferrer, Tomás Barraquer e Antonio Gayolá.
Em 1855, o Ministério de Obras Públicas encomendou Cerdá para levantar o mapa topográfico do “Llano de Barcelona”, que era a grande área não desenvolvida por razões militares entre Barcelona e Gràcia e de Sants a Sant Andreu de Palomar. Pessoa muito sensibilizada com as correntes higienistas, aplicou seus conhecimentos para desenvolver, por conta própria, uma  Monografia da classe trabalhadora  (1856), análise estatística completa e profunda sobre as condições da vida intramural de aspectos sociais, econômicos e nutricionais. O diagnóstico foi claro: a cidade não era adequada para «a nova civilização, caracterizada pela aplicação da energia a vapor na indústria e pela melhoria da mobilidade e a comunicatividade» (a telegrafia visual era outro invento relevante).
Consciente dessa carência, Cerdá começou sem receber nenhuma comissão para estruturar seu pensamento, sistematicamente exposto muitos anos depois (1867) em sua grande obra: "Teoria Geral da Urbanização". Uma das características mais importantes da proposta de Cerdá, que a destaca na história do planejamento urbano, é a busca de coerência para dar conta dos requisitos contraditórios de uma complexa aglomeração. Supera as visões parciais (cidade utópica, cultural, monumental, racionalista ...) e se entreguou na busca de uma cidade integral.

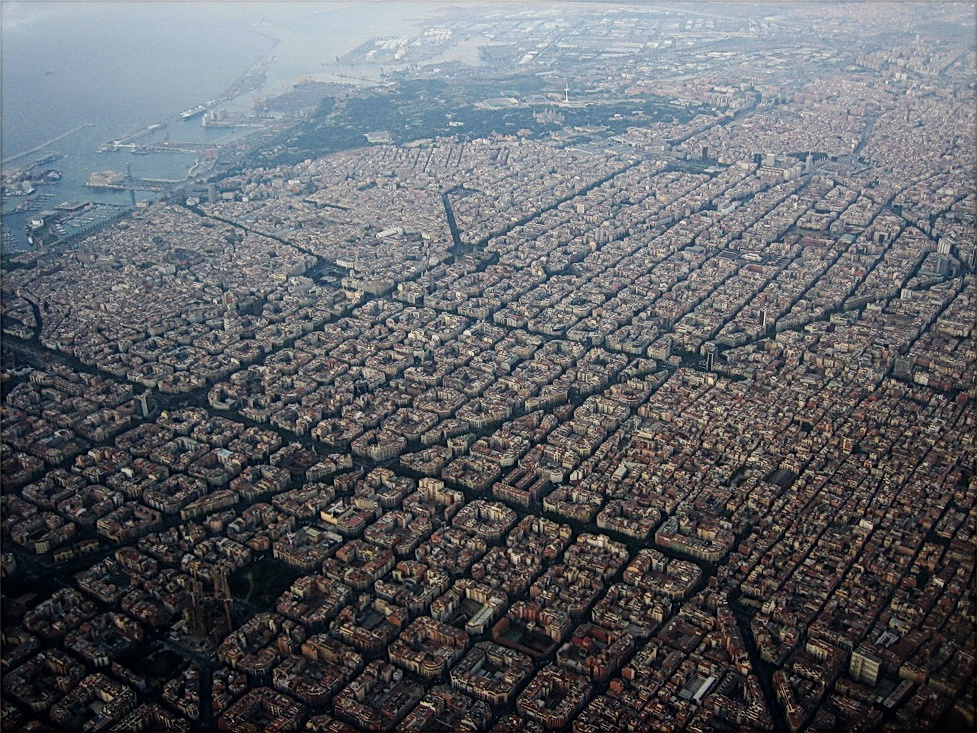
Urbanismo atual

O ano de 1859 é o ano definitivo dessa expansão. Em 2 de fevereiro, Cerdá recebeu a ordem do governo central para verificar o estudo para da expansão dentro de um período de doze meses. O conselho da cidade reagiu imediatamente chamando uma licitação pública sobre os planos de ampliação em 15 de abril com um prazo de 31 de julho, embora tenha sido adiada para 15 de agosto. Enquanto isso, Cerda não perdeu tempo, terminou o seu projeto e passou a ganhar apoio em Madrid por Madoz, Laureano Figuerola e o Director-Geral das Obras Públicas, o Marquês de Corvera.
Porém o  de junho de 1859 é definitivamente a data em que o governo central por decreto real de aprovação do plano da extensão projetada por Cerdá. A partir de então, surgiram disputas de natureza técnica, política e econômica entre os governos central e municipal. No que diz respeito ao concurso municipal com treze projectos, resultando vencedor por unanimidade Antonio Rovira e Trias, foram apresentados em 10 de Outubro de 1859. Na sequência de uma ordem real de 17 de Dezembro, todos incluindo o de Cerdà foram expostos indicando a qualificação merecida, abstendo-se a Prefeitura de avaliar a de Cerdá.
A questão ficou definitivamente resolvida em 8 de julho de 1860 em que o ministério ordenou a execução do Plano Cerdá..

### Concurso municipal
Os projetos apresentados ao Conselho Municipal de Barcelona para projetar a expansão da cidade se concentraram, na maioria dos casos, no "caminho de Barcelona para Gràcia" que havia se consolidado urbanisticamente como Paseseig de Gràcia e que condicionou as possíveis soluções. Esses planos, ao contrário do proposto por Cerdá, ocupavam uma área menor e pretendiam acomodar menos pessoas, o que é lógico se pensar-se que esses obedeciam aos objetivos da burguesia para reforçar a segregação social. Assim, o plano vencedor do concurso de ampliação, apresentado por Rovira i Trias, corresponde ao lema que o encabeçou: "o traçado de uma cidade é mais obra do tempo que o arquiteto"; e o próprio Rovira afirmou que os proletários não poderiam viver no que "apropriadamente deverá chamar-se cidade de Barcelona"".
Os projetos foram apresentados sob pseudônimos e as plantas dos não vencedores foram destruídas, para as quais parte da documentação foi perdida..

#### Projetos principais

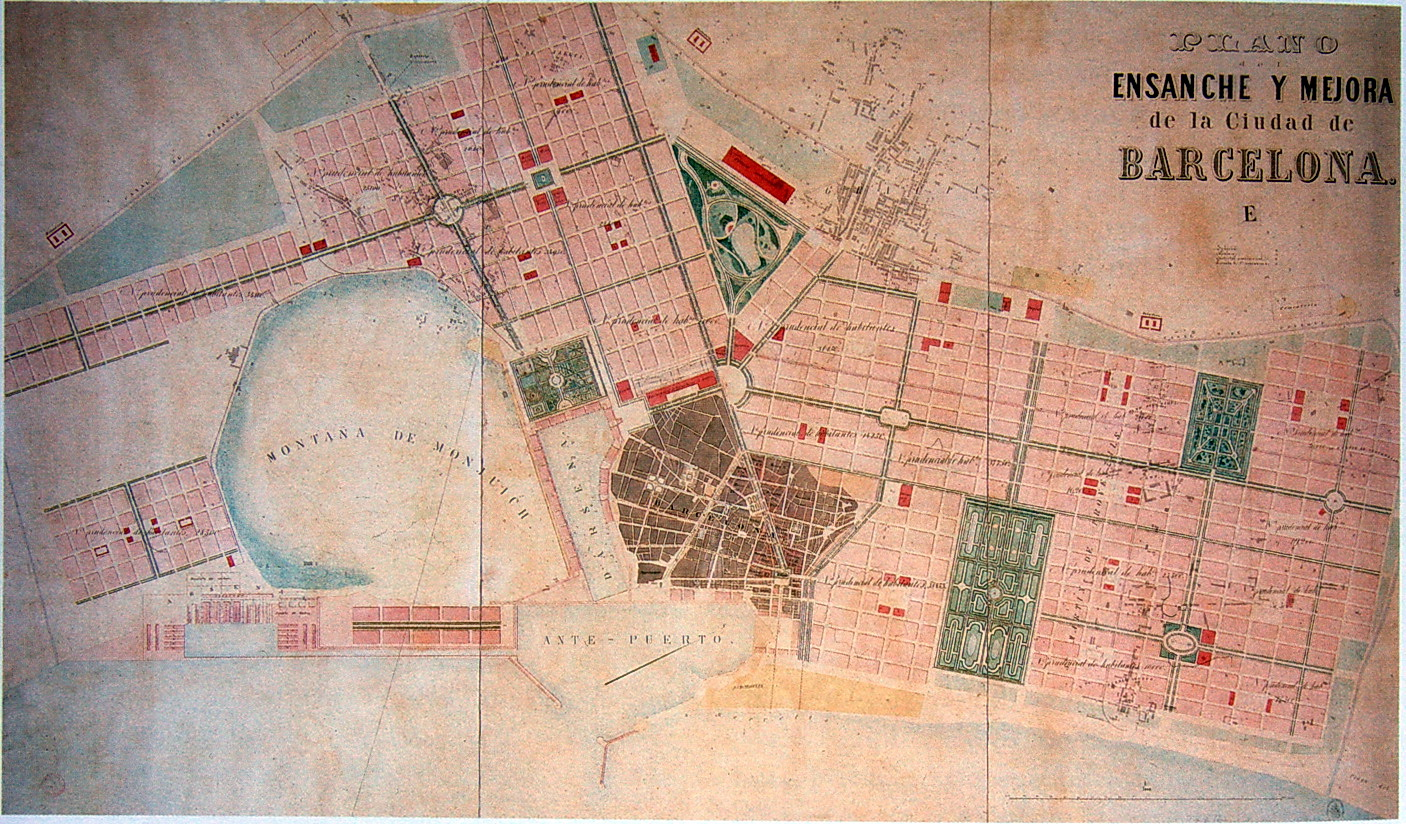
Projeto de Francesc Soler i Glòria

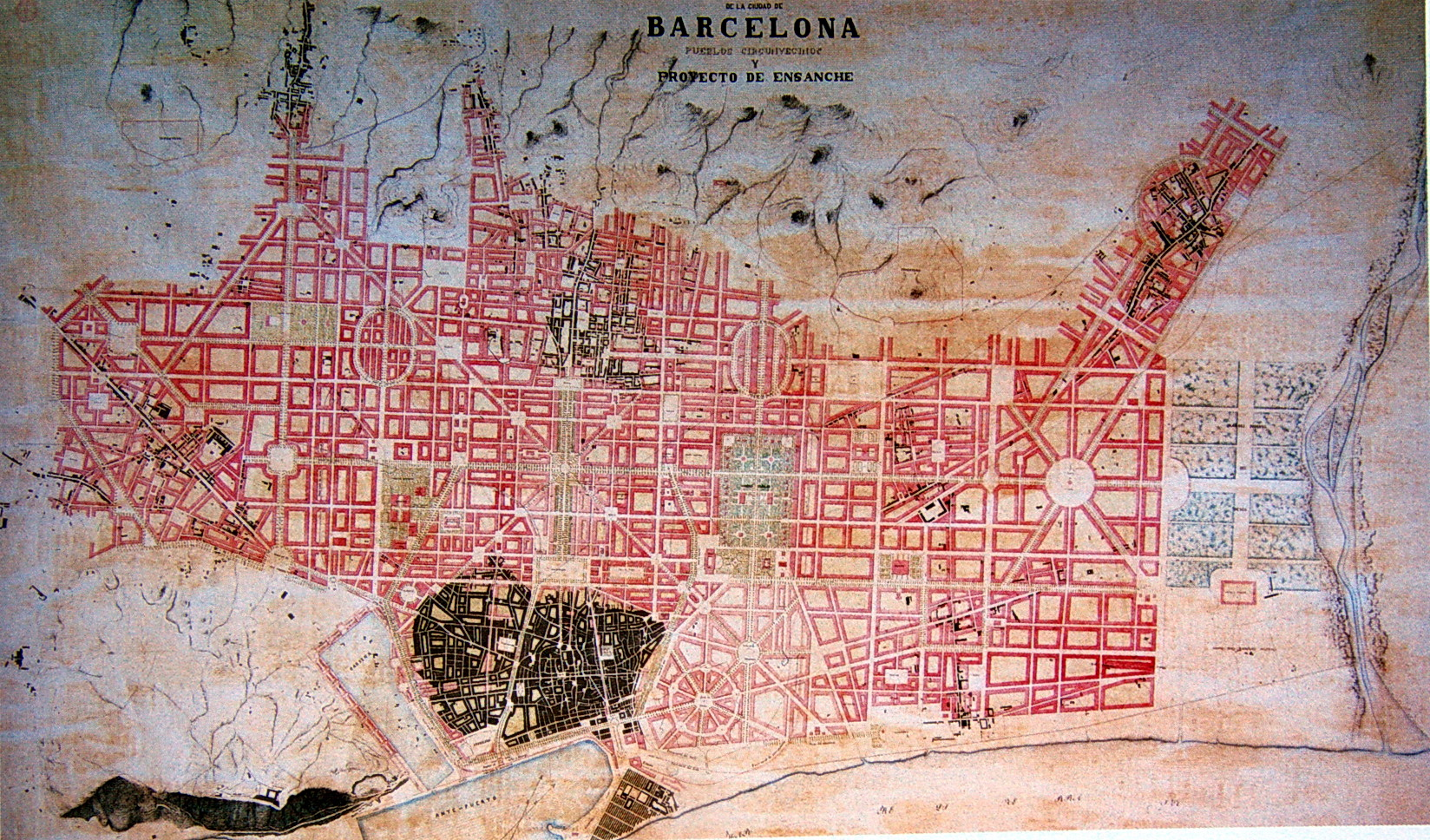
Projeto de Josep Fontserè i Mestre

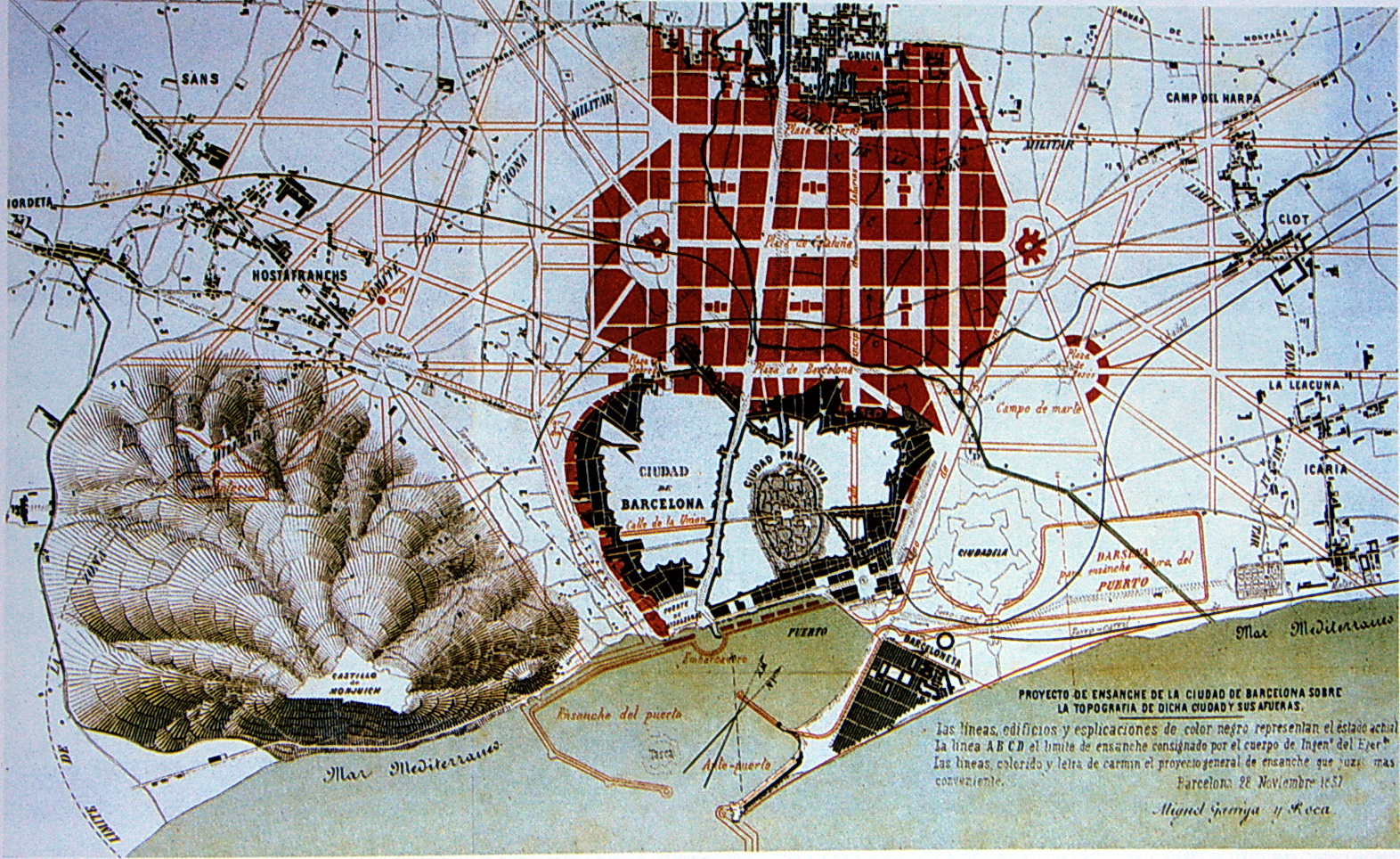
Projeto de Miquel Garriga iRoca

- Projeto Soler y Gloria: O projeto de Francisco Soler Gloria, que obteve o segungo lugar, propôs um desenvolvimento de quadrícula baseado em dois eixos: um que seguia uma linha em direção a França paralela ao mar e o outro em direção a [[Madri] ]] ao longo da antiga estrada Sarriá. Os dois convergiram para a cidade murada. Ele propôs no outro lado do monte Montjuïc um distrito industrial, uma idéia precursora da atual zona franca. A ligação da cidade velha com Gràcia a elevou fazendo-se uma nova avenida que partia da atual praça da Universidade. Sua identificação era: "E".
- Proyecto Daniel Molina: Nenhuma documentação foi mantida deste projeto, exceto pela solução proposta para a Plaça de Catalunya. Seu lema era: "Higiene, conforto e beleza".
- Projeto Josep Fontserè: José Fontseré foi um jovem arquiteto, filho do arquiteto municipal José Fontseré Doménech e foi o terceiro no concurso com um projeto que reforçou a centralidade do Paseo de Gràcia e ligou os núcleos vizinhos com um jogo de diagonais que respeitavam suas tramas originais. Seu lema era: "Não destrua para construir, mas mantenha para acertar e construir para ampliar".
- Projeto Garriga i Roca: O arquiteto municipal Miquel Garriga i Roca apresentou seis projetos. Os mais qualificados responderam a uma solução grid que ligava a cidade a Gracia, deixando apenas esboçadas as linhas que teriam que continuar desenvolvendo o futuro enredo. Seu lema era: "Mais um sacrifício para contribuir para o Urbanismo de Barcelona ".
- Outros projetos: O projeto de Josep Massanès e o de José María Planas propuseram uma extensão simples mantendo o muro em torno do novo espaço. Essemanteve uma semelhança com o projeto apresentado pelos "proprietários do Passeig de Gràcia", já que ambos os projetos foram baseados numa mera extensão em ambos os lados do Passeig de Gràcia. Dois outros projetos mais simples foram os de Tomás Bertrán Soler que propuseram um novo bairro em vez da Ciudadela, convertendo o Paseo de Sant Joan em um eixo similar ao da Rambla; e uma muito elementar atribuída a Francisco Soler Mestres, que morreu três dias antes da leitura dos prêmios.[20]

### El proyecto de Antoni Rovira

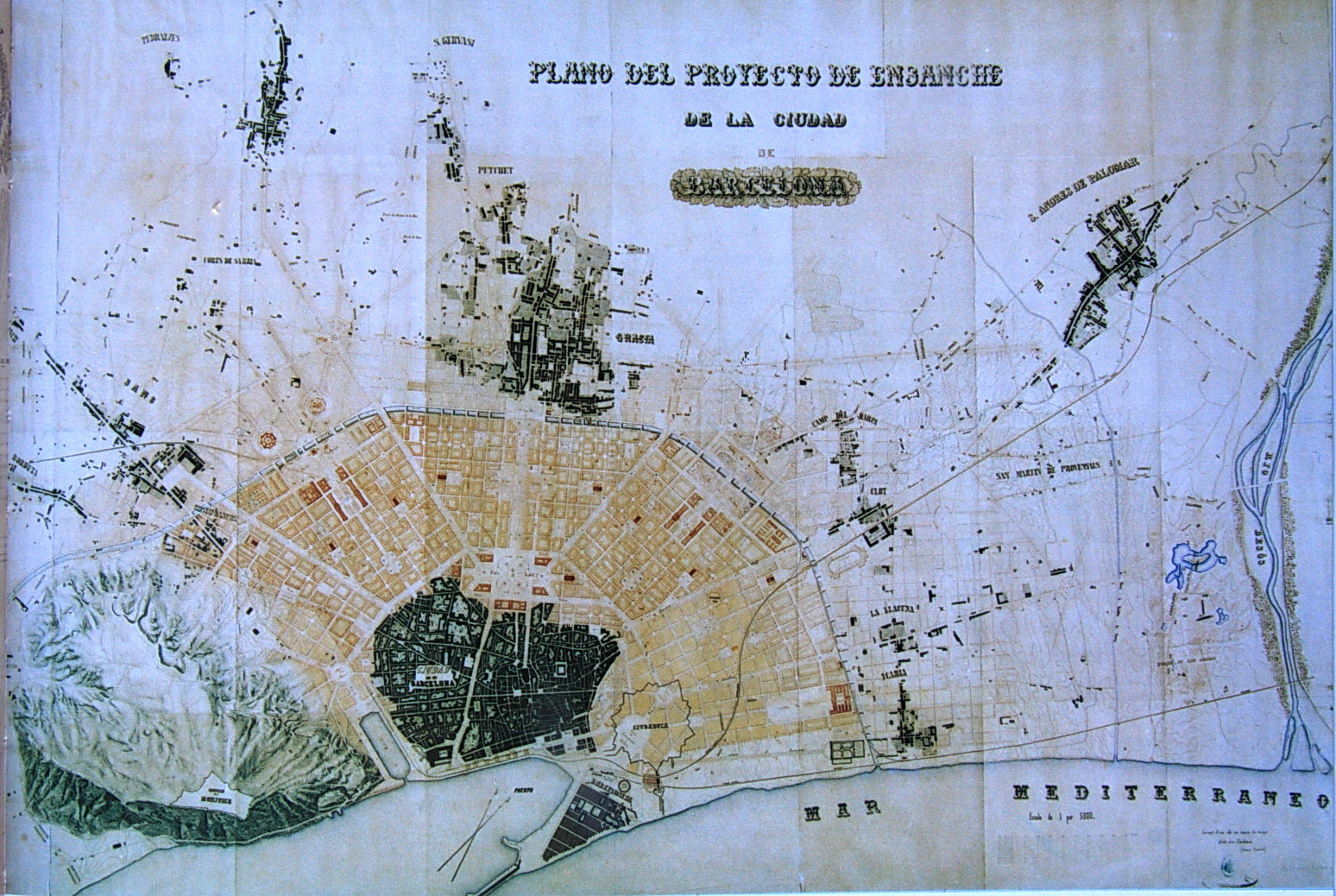
Projeto vencedor - Antonio Rovira y Trías

O projeto vencedor, de acordo com o consistório municipal, foi uma proposta de Antoni Rovira com base em uma malha circular que envolveria a cidade murada crescendo radialmente, integrando harmoniosamente as aldeias vizinhas. Foi apresentado com o lema: "tracé d'une ville est obra du temps, plutôt d'architecte". A frase é original de Léonce Reynaud um referente arquiteto de Rovira.
Foi estruturado em três áreas onde os diferentes setores da população foram combinados com atividades sociais com uma lógica de vizinhanças e hierarquia de espaço e serviços públicos. A partir de uma proposta de substituir o muro foi implantada uma quadrícula formada por blocos retangulares com um pátio central e uma altura de 19 metros. Algumas ruas principais juntavam-se a blocos de quadrículas de planta ortogonal para reajustar o perfil quadrado ao semicírculo que circundava a cidade. Rovira apresentou sua solução com um centro claro localizado na Plaza de Cataluña, enquanto Cerdá mudou a centralidade para a Plaza de la Glorias. O plano oferecia uma solução para a Plaza de Cataluña, algo que o plano de Cerdá não previa.
O urbanismo de Rovira respondia a um modelo de extensão contemporânea e residencial como o "anel" de Viena ou o projeto de Georges-Eugène Haussmann para Paris. Esse modelo foi mais alinhado com a futuro gosstadt 'capitaçista que reivindicaria a Renaixença e a Lliga.

## Plano Cerdá
Após a aprovação inapelável do governo central, a 4 de setembro de 1860 a rainha Isabel II da Espanha colocou a primeira pedra do “Ensanche” na atual Plaza de Cataluña. O crescimento da cidade fora dos muros não foi rápido devido à falta de infra-estruturas e à distância do núcleo urbano.
A década de 1870 viu um progresso notável quando os investidores viram uma grande oportunidade de negócios. O retorno dos chamados “indianos” (emigrantes espanhóis que retornavam ricos) com o fim das colônias contribuiu com importantes capitais que tnham que ser investidos e encontraram na ampliação da cidade o melhor destino. A chamada febre do ouro começa. Mas o grande interesse acabou sendo prejudicial ao plano inicial, e a febre da construção contribuiu para a redução progressiva de espaços verdes e alguma infraestrururas. Finalmente os quatro lados dos quarteirões foram construídos.
Exposição Universal de Barcelona de 1888 significou um novo impulso que permitiu a renovação de algumas zonas e a criação de serviços públicos. Mas seria o grande desenvolvimento do fim do século XIX] com o modernismo catalão apoiado pela burguesia que investiu em edificações para aluguel, o que faria o novo Urbanismo (“Ensanche”) crescer de tal maneira que em 1897 Barcelona integrou os municípios de Sants, Las Corts, San Gervásio de Cassolas, Gràcia , San Andrés de Palomar e Sant Martí de Provensals.

### Nova linguagem de Cerdà

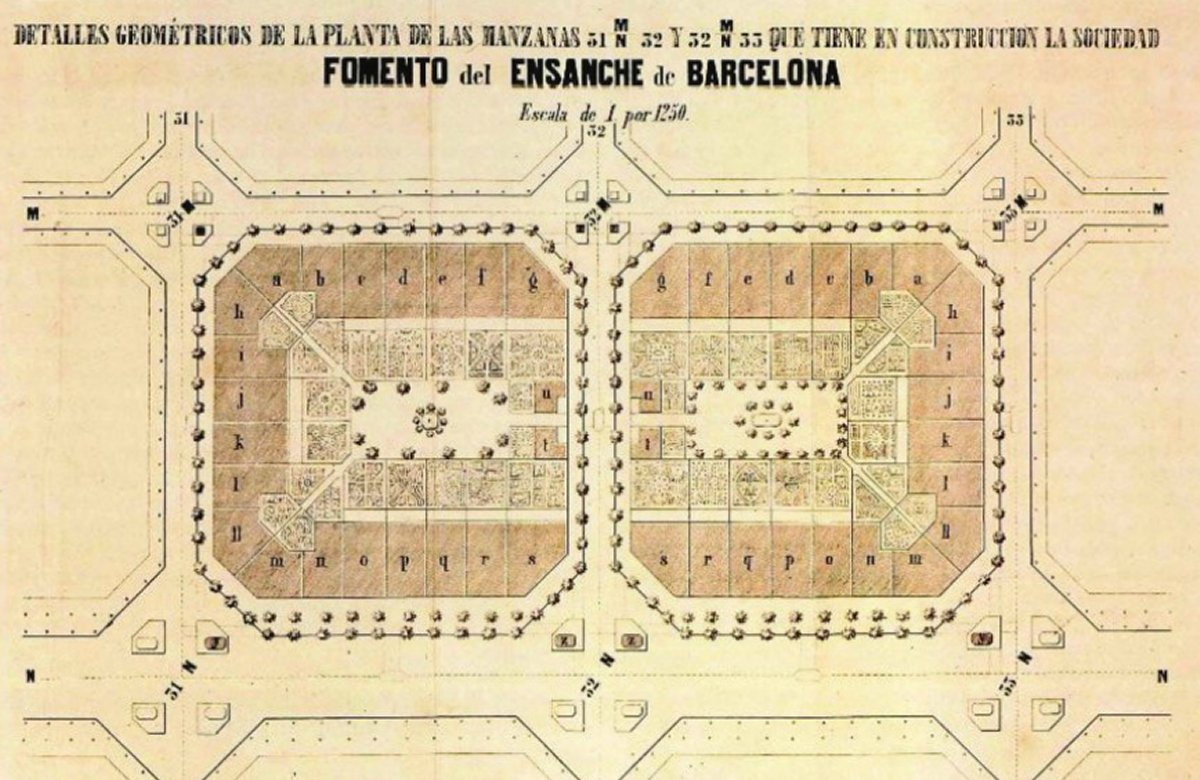
Plano de un conjunto de dois quarteirões da trama Cerdá extraído de um fohleto publicado em 1863. Corresponde ao setor localizado entre a Gran Vía e a Diputación, e entre Roger de Lauria e Gerona, então nomeado com letras e números: M y N, 31, 32 y 33

O plano trouxe a classificação primária do território: as "ruas" e os espaços "intervías". Os primeiros constituem o espaço público de mobilidade, de encontro, de apoio a redes de serviços (água, saneamento, gás), árvores (mais de 100 mil árvores nas ruas), iluminação pública e imobiliário urbano. As "intervias" (ilha, bloco, quadra ou quarteirão) são os espaços da vida privada, onde os edifícios multifamiliares encontram-se em duas filas em torno de um pátio interior através do qual todas moradias s (sem exceção) recebem o sol, luz natural, ventilação e 'joie de vivre', conforme solicitado pelos movimentos higienistas.
Cerdá defendeu o equilíbrio entre valores urbanos e vantagens rurais.  Ruralize o que é urbano, urbaniza o que é rural  'é a mensagem lançada no início de sua' 'Teoria Geral da Urbanização' '.
Em outras palavras, seu objetivo era dar prioridade ao "conteúdo" (pessoas) sobre o "continente" (pedras ou jardins). A forma, uma questão tão obsessiva na maioria dos planos, nada mais é do que um instrumento, embora da maior importância, mas muitas vezes decisiva demais e, às vezes, arrogante. A magia de Cerda é gerar a cidade a partir da casa.
A privacidade do lar é considerada uma prioridade absoluta e, num período de grandes famílias (três gerações), a liberdade de todos os membros possíveis pode ser considerada utópica.
Cerdá acredita que o lar ideal é o isolado, o rural. No entanto, as enormes vantagens da força da cidade para compactar, a essência do fato urbano e o projeto de uma casa que lhe permite encaixar num edifício multifamiliar em altura, e aproveitar, graças a uma distribuição cuidadosa, uma ventilação dupla pela rua e pelo pátio interno do «quarteirão». A carícia do sol é assegurada em todos os casos.

### Estrutura do Plano Cerdà

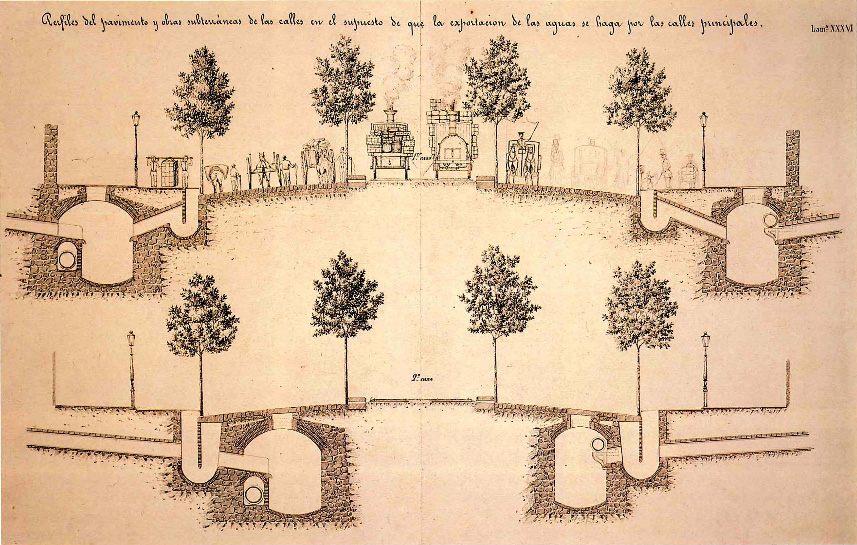
Seção de rua da expansão como apareceu no projeto

No plano proposto por Cerdá para a cidade destaca-se o otimismo e a previsão ilimitada de crescimento, a ausência programada de um centro privilegiado, seu caráter matemático, geométrico e científico.. Obcecado pelos aspectos higiênicos que estudou em profundidade e por ter ampla liberdade para configurar a cidade, já que a planície de Barcelona não tinha quase nenhuma construção, sua estrutura aproveitou ao máximo a direção dos ventos para facilitar a oxigenação e a limpeza da água e da atmosfera. Na mesma linha, ele atribuiu um papel-chave aos parques e jardins interiores dos blocos, embora a especulação subsequente alterasse bastante esse plano. Fxou a localização das árvores nas ruas (1 a cada 8 metros) e escolheu o plátano para povoar a cidade depois de analisar quais espécies seriam as mais adequadas para se viver na cidade.
Além dos aspectos higienistas, Cerdá estava preocupado com a mobilidade. Ele definiu uma largura de rua absolutamente incomum, em parte para escapar da densidade desumana que vivia a cidade, mas também pensando em um futuro motorizado com espaços próprios separados dos de convivência social que reservavam para as áreas do interior.

Ele incorporou o layout das estradas de ferro que influenciaram sua visão do futuro quando visitou a França, embora ele soubesse que essas teriam que ir para o subsolo. Ele estava preocupado que cada bairro tivesse uma área dedicada a edifícios públicos. Neste sentido, inclui os avanços dentro da sua ideologia progressista quando afirmou:

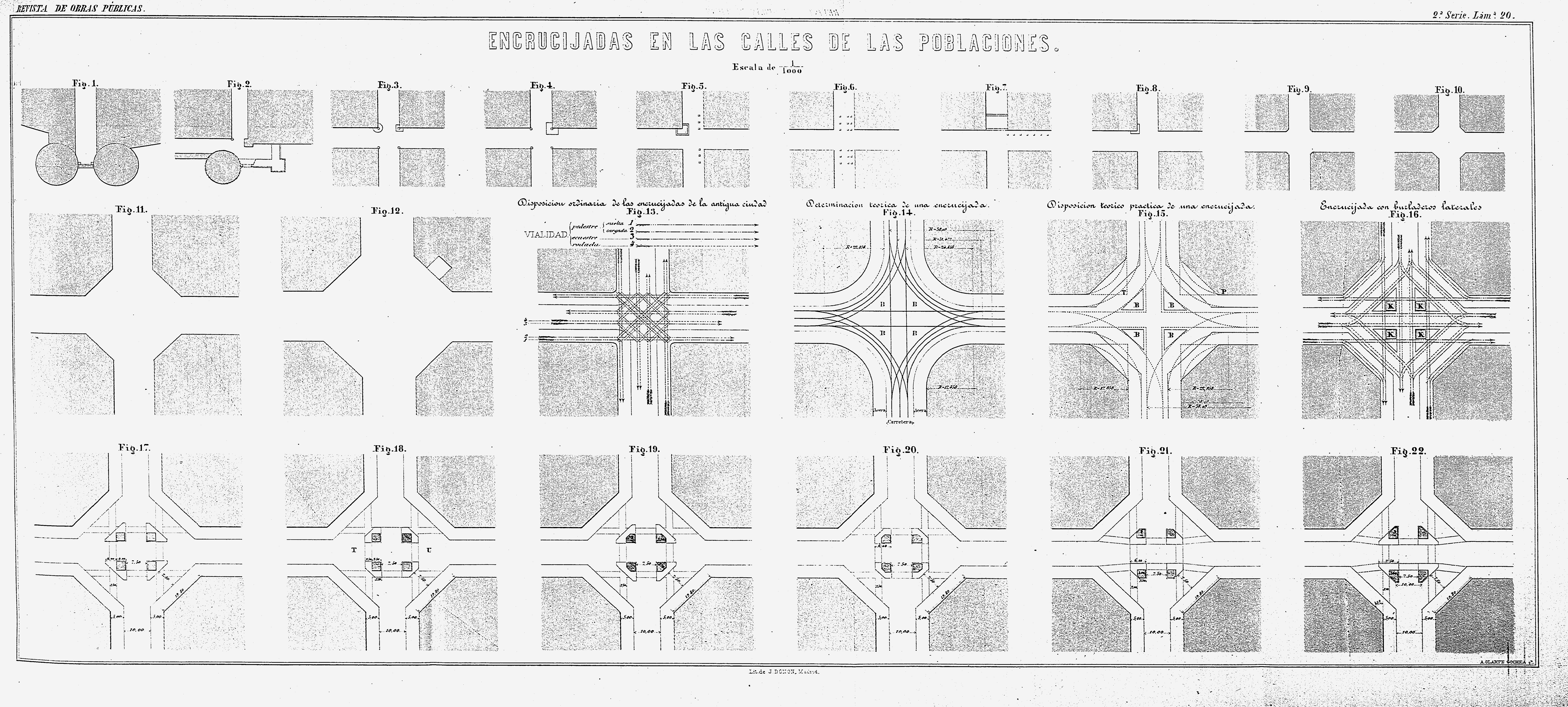
Diagrama da trama dos eixos das ruas incluídas no Plano Cerdá

A solução formal mais destacada do projeto foi a incorporação dos quarteirões, sua forma crucial e absolutamente única em relação a outras cidades européias é marcada por sua estrutura quadrada de 113,33 metros com chanfros de 45 °.

### Geometria da urbanização

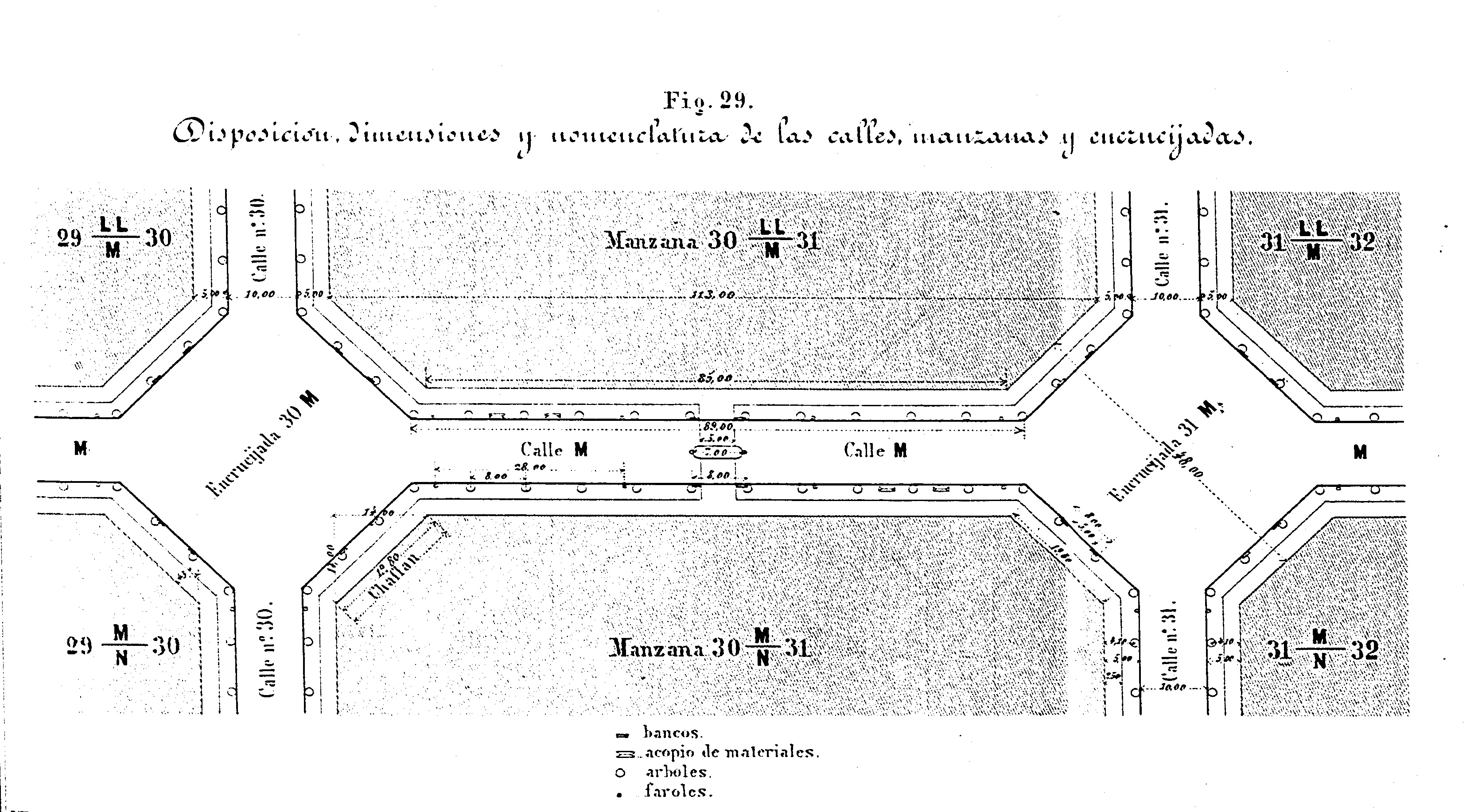
Diagrama da operação dos cruzamentos incluídos no Plano Cerdá

O plano ortogonal da Cerdà previa ruas de 20, 30 e 60 metros de largura. As quadras tinham construções apenas em dois dos quatro lados, o que deu uma densidade de 800 mil. Com o design original, o alargamento teria sido totalmente ocupado por volta de 1900, embora tanto o próprio Cerdá e, posteriormente, algumas ações especulativas, o densificassem substancialmente.
Cerdà propôs um alargamento ilimitado de uma quadrícula regular e imperturbável ao longo de todo o layout urbano. Diferentemente de outras propostas que quebraram seu ritmo repetitivo para colocar espaços verdes ou serviços, a proposta de Cerdà as inclui internamente e permitiu estabelecer uma repetição contínua no plano com a capacidade de alterá-lo quando apropriado.
O princípio igualitarista que Cerdà queria imprimir em seu urbanismo justifica essa homogeneidade em busca de igualdade, não só entre classes sociais, mas para a conveniência do tráfego de pessoas e veículos, já que se circula numa rua como se isso fosse feito por suas seções transversais ou paralelas, os cruzamentos entre essas estão à mesma distância e, como não há ruas mais confortáveis do que outras, o valor dos habitats tenderia a se equalizar.
A visão do engenheiro era de crescimento e modernidade; seu gênio lhe permitiu antecipar os futuros conflitos da circulação urbana, 30 anos antes de inventar o automóvel.

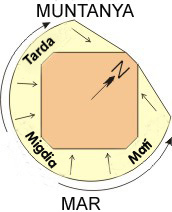
Esquema da luz solar nos quarteirões

No que diz respeito à orientação, umas ruas correm numa direção paralela ao mar, e perpendicular às outras, que faz a orientação dos vértices dos quadrados coincidir com os pontos cardeais e, portanto, todos os seus lados têm luz solar direta de ao longo do dia, denotando mais uma vez a importância que o designer atribuiu ao fenômeno solar.
Cerdá desdobrou o traçado da coluna vertebral que representa a Gran Vía das Cortes Catalãs (Gran Vía]. Trabalhou com módulos de 10 x 10 "quarteirões" (que Cerdá considerou um distrito) e que correspondem aos principais cruzamentos (Plaza de la Glorias catalãs, Plaza Tetuan, Plaza Universidad), com uma rua mais larga a cada 5 (Calle Marina; [Via Layetana) que atravessaria a cidade velha 50 anos depois, na rua Urgell. Com essas proporções e o tamanho resultante do "quarteirão", ela Cerdas conseguiu localizar uma das ruas largas que descem da montanha ao mar em ambos os lados da cidade velha (Urgell e Sant Joan) com 15 blocos no meio.
As ruas têm geralmente uma largura de 20 metros dos quais atualmente os 10 metros centrais são destinados ao tráfego de veículos e 5 metros de cada lado destinados a calçadas. A amplitude das ruas, como no modelo parisiense de Haussmann, está associada a uma visão militar de se poder reprimir mais facilmente as revoltas internas. Lembramos que Cerdá viveu como primeira pessoa as revoltas operárias de 1855. Os elogios que o plano recebeu de seus contemporâneos, foi considerar o formato retilíneo como vantajoso para o fogo de artilharia.

#### Exceções à regularidade

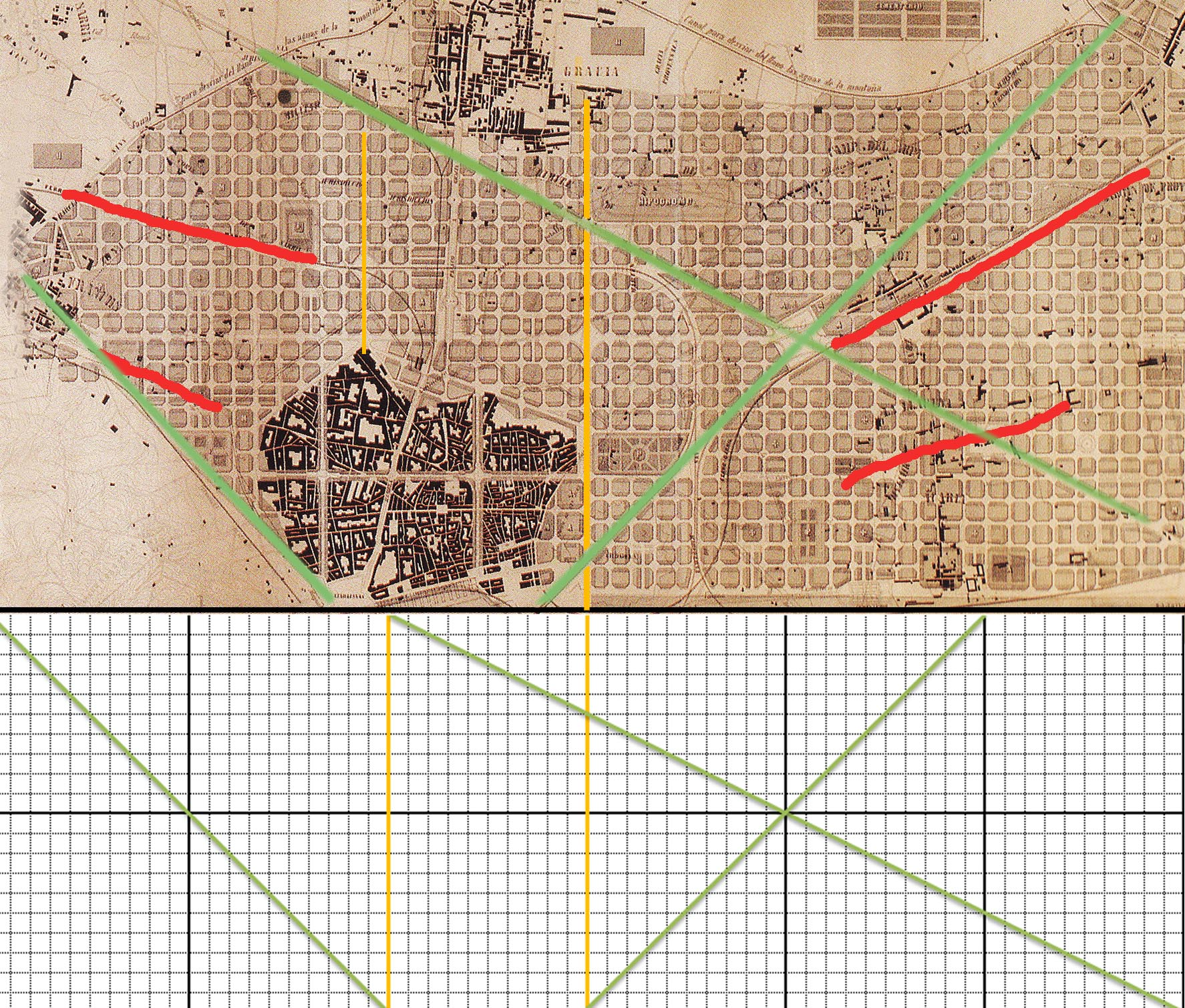
Projeção do módulo 10 utilizado pela Cerdá para o layout das estradas principais e diagonais. Em vermelho, algumas das antigas estradas que sobreviveram à trama de Cerdá

A "expansão ilimitada" mostrou pouca sensibilidade com a integração das parcelas urbanas das aldeias periféricas. As ligações com esses núcleos não estavam previstas, exceto para San Andrés de Palomar, delimitada pela Avenida Meridiana e os canais da tradição humana foram ignorados. Em 1907, o Conselho da Cidade aprovou o Plano Jaussely, um plano de ligações para resolver essas deficiências. Alguns dos critérios incluídos nesse plano foi a manutenção do uso de algumas estradas durante o desenvolvimento do Plano Cerdá impediram seu desaparecimento. A rua do Pere IV (estrada velha da França), a avenida Mistral (estrada antiga de Sants e aquela ligada à rua do Carmen da cidade murada), a avenida de Roma (caminho antigo aos Corts) ou a travessia da Gràcia. (antigo caminho romano), são alguns exemplos.
Menção especial merece o design do Paseig de Gràcia e Rambla de Catalunya, onde, a fim de respeitar o antigo caminho de Gràcia e a nascente natural da água, daí o nome Rambla, Cerdá traçou apenas duas larguras especiais onde, na realidade, a malha de 113,3 m teria que ter três ruas, e o Passeig de Gràcia para respeitar o layout antigo não é exatamente paralelo no resto das ruas, o que tornou os quarteirões existentes entre as duas formas mencionadas, ainda que sejam de desenho ortogonal com chanfros, apresentam irregularidades que lhes dão forma de trapézio.
A tudo isto foi preciso ser adicionado alguma características especial que não seguia o layout reticular, mas que se cruzavam na diagonal como a própria Avenida Diagonal, a Avenida Meridiana, o Paralelo e outras que foram elaboradas respeitando a existência de antigas vias de comunicação com cidades vizinhas.

#### Geometria dos quarteirões

Dimensões das quadras padronizadas

As dimensões dos quarterirões são dadas pelas distâncias mencionadas acima entre os eixos longitudinais das ruas e a mesma largura das mesmas, de modo que estabelecendo uma largura padrão das ruas em 20 metros, as quadras são formadas por quadriláteros de 113 , 3 metros, truncados em seus vértices na forma de chanfro de 15 metros, o que dá uma área de quarteirão de 1,24 ha, contrariando a crença popular de que eles teriam uma superfície exata de 1 hectare. O número 113,3 metros teve várias justificativas. Manuel de Solà-Morales considera que os 5 quarteirões entre o antigo bastião Tallers (atual praça universitária) e Jonqueres (atual praça Urquinaona) são os que marcam o fator a partir do qual o resto é construído.
Cerdà justificou o chanfro dos vértices dos blocos do ponto de vista da visibilidade que isto dá ao tráfego rodoviário e em uma visão do futuro na qual ele não estava errado> Porém, no termo usado para definir o veículo, ele falou de as locomotivas particulares que um dia circulariam pelas ruas e a necessidade de criar um espaço mais amplo em cada junção para favorecer a parada dessas locomotivas.
A concepção de algumas ruas mais largas, sem perturbar a malha regular de 113,3 m, permite reduzir adequadamente as dimensões das quadras afetadas pelo alargamento das ruas, como na Gran Vía de las Cortes Catalanes, sob a qual circulam o metro e o trem, a rua Aragon pela qual a estrada de ferro costumava viajar ao ar livre por muitos anos até que finalmente foi enterrada, como a rua Urgell e outras.

Design e agrupamento das quadras

Dentro do espaço de cada bloco, Cerdá concebeu duas maneiras básicas de localizar os edifícios, um apresentava dois blocos paralelos localizados nos lados opostos, deixando dentro de um grande espaço retangular para o jardim e o outro tinha dois blocos unidos em forma de " L "localizado em dois lados adjacentes do bloco, permanecendo no resto um grande espaço quadrado também destinado ao jardim.
A sucessão de blocos do primeiro tipo resultou em um grande jardim longitudinal que cruzou as ruas e o agrupamento de 4 blocos do segundo tipo, convenientemente arranjados, formou uma grande praça construída atravessada por duas ruas perpendiculares e com seus quatro jardins unidos em uma.
.

### Péssima aceitação
Mesmo antes de sua aprovação, já havia uma oposição municipal mais pelo que representava (a imposição de Madri), que por seu conteúdo. As elites de Barcelona agiram contra o plano da mesma forma que estavam fazendo contra os crescentes protestos populares. O caráter antiautoritário, anti-hierárquico, igualitarista e racionalista do plano ia diretamente para a visão da burguesia que preferia ter como referência uma nova cidade, Paris ou Washington, com uma arquitetura mais particularista. A figura de Cerdá também gerou antipatias entre arquitetos que não podiam perdoar a afronta que envolvia atribuir uma responsabilidade urbana a um engenheiro. Cerdá sofreu uma campanha de destruição de prestígio pessoal com lendas e mentiras. Não adiantava que ele pertencesse a uma família catalã originária do século XV, nem que ele tivesse proclamado a república federal catalã a partir da varanda da Generalitat de Catalunya, para caluniá-lo dizendo "ele não era catalão". Lluís Domènech i Montaner assegurou que a largura das ruas produzisse correntes de ar que impediriam uma vida confortável. Ao confrontar, distribuiu os pavilhões de seu Hospital da Santa Cruz e São Paulo na direção oposta ao alinhamento da rua.
Em 1905], 50 anos após a aprovação do plano, Enrique Prat da Riba manifestou uma profunda indignação "contra os governos que nos impuseram a quadrícula monótona e vergonhosa" em vez do sistema que ele sonhara de cidade irradiada a partir da antiga capital histórica.

### Evolução do Plano Cerdá

#### Estrutura dos quarteirões

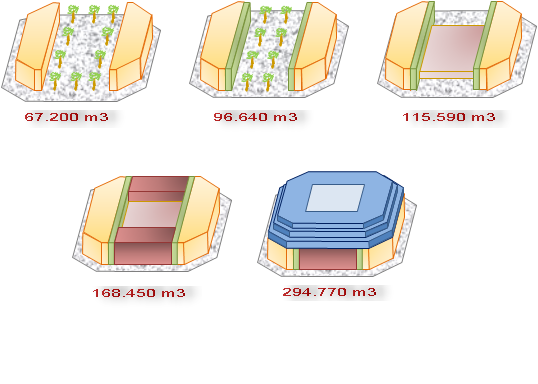
Evolução da estrutura das quadras desde o Plano até o presente

A oposição a Cerdá e seu Plano por parte povo de Barcelona facilitou o surgimento de atividades e argumentos especulativos que buscavam alcançar maiores espaços construídos. O primeiro foi que se as ruas tivessem 20 metros de largura, a profundidade dos edifícios poderia ser aumentada na mesma medida, a área central dos blocos com edifícios baixos, a maioria delas destinada a oficinas, foram posteriormente ocupadas e pequenas indústrias familiares, fazendo desaparecer a maioria dos jardins centrais, com os quais, como último recurso para aumentar o piso construído, juntaram-se os dois lados já construídos com edifícios que se juntavam a eles, fechando completamente as quadras.

#### Evolucão da altura. Os "remontes"

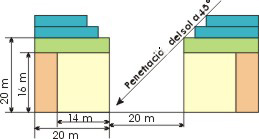
Evolucão da altura dos edificios

Parecia que neste ponto terminara o processo especulativo, mas um novo argumento apareceu: se as ruas tivessem 20 metros de largura, não deveria haver nenhum problema em que os edifícios tivessem uma altura de 20 m em vez dos 16 m projetados, uma vez que o aumento de altura, com o sol a 45º, ilumina todo o edifício na sua totalidade, sem qualquer edifício vizinho a sombrear; Este argumento, juntamente com a construção de tetos mais baixos, resultou em dois andares de altura.
Finalmente, tendo em conta a teoria anterior, se um andar mais é construído no edifício atual, mas com a fachada retirada para o interior do edifício a mesma medida que a altura deste piso, seria possível aumentar o espaço construído sem a sombra do edifício afetasse os edifícios vizinhos se o sol estivesse a 45º; assim nasceu o sótão e, pela mesma teoria, a cobertura foi construída, recuando a fachada de volta a mesma medida que a altura desse novo piso.

### Bibliografía
- Permanyer, Lluís (2008). L'Eixample, 150 anys d'Història. Barcelona: Viena Edicions i Ajuntament de Barcelona. ISBN 978-84-9850-131-5
- Babiano i Sànchez, Eloi (2007). Antoni Rovira i Trias, Arquitecte de Barcelona. Barcelona: Viena Edicions i Ajuntament de Barcelona. ISBN 978-84-9850-071-4
- Huertas Claveria, Jos; p Maria i Fabre, Jaume (2000). Burgesa i revolucionària: la Barcelona del segle XX. Barcelona: Flor del Vent
- Bohigas,Oriol (1963). Barcelona entre el pla Cerdà i el barraquisme. Barcelona: Edicions 62
- Santa-Maria, Glòria (2009). Decidir la ciutat futura. Barcelona 1859. Barcelona: Ayuntamiento de Barcelona. ISBN 978-84-9850-202-2